# Austorc d'Aorlhac
Austorc d'Aorlhac o Aurilhac o d'Orlac, anche scritto Astòrg d'Auvèrnha o Austau d'Orlhac o Austorc daorlhac o Austòrc d'Orlhac o Austorc d'Aurillac o Eustorge d'Aurillac, in latino Austorgius de Auriliaco, detto Baron de Conros (Aurillac, ... – ...; fl. 1250) è stato un nobile e trovatore alverniate, della cui opera poetica solo un sirventes ci è pervenuto.

## L'opera
Il solo componimento di Austorc, "Ai! Dieus! Per qu'as facha tan gran maleza", venne scritto dopo la sconfitta nel 1250 della settima crociata condotta da Luigi IX di Francia. Fu Hermann Schindler il primo a suggerire che il componimento venisse riferito alla crociata del 1250 e non a quella del 1270, in cui morì Luigi. Qualsiasi sia la crociata, Kurt Lewent, la cui dissertazione fu il primo studio di una certa importanza in merito alle canzoni di crociata occitane, credeva che Austorc vi avesse partecipato come combattente. Austorc era sorpreso che Dio avesse permesso la sconfitta della crociata, ma non che i cristiani si fossero convertiti all'Islam. In un passo si legge:
Crestiantat vey del tot a mal meza,

tan gran perda no cug qu'ancmais fezes;

per qu'es razos qu'hom hueymais Dieu descreza

e qu'azorem Bafomet, lai on es,

Tervagan e sa companhia,

pus Dieus vol e sancta Maria

que nos siam vencut a non dever,

e·ls mescrezens fai honratz remaner.
Vedo la Cristianità tutta mal messa;

tal perdita non credo mai abbiamo avuta,

ch'e sensato che d'ora in poi Dio ci lasci

per adorare, la dov'è, Bafometto, e

Tervagante e la sua compagnia,

perché Dio lo vuol e Santa Maria

che siamo noi vinti senza allori 

e vadano agli infedeli tutti gli onori.
Della durata di cinque stanze, il sirventes resta incompleto: la prima e l'ultima stanza contengono lacune e le parole finali della tornada sono andate perdute. È un contrafactum di una canso di Peirol, "M'entencio ai tot'en un vers mesa". Soltanto pochi anni prima un altro sirventes e canzone di crociata, "Ir'e dolors s'es dins mon cor asseza", di Ricaut Bonomel, veniva composta come contrafactum della canso di Peirol.
Ci fu un Austorc d'Ornac che prestava servizio di consigliere a Montpellier nel 1252.